# Papagei (Wappentier)

Zwei Papageien als Wappenhalter des Wappens von St. Lucia; dargestellt ist die Saint-Lucia-Amazone, die nur auf St. Lucia vorkommt

Der Papagei als Wappentier (gemeine Figur) ist in der Heraldik selten. 
Auf Wappenschildern sind verschiedene Arten von Papageien zu finden. Dargestellt wird der Vogel in den möglichen heraldischen Farben, Schnabel und Füße werden oft anders als die Federn tingiert. Hauptblickrichtung ist, wie bei den meisten Wappentieren, heraldisch rechts. Erkennbar ist der Papagei am gebogenen oberen Schnabelteil, der über den unteren überragt. Die leicht abgespreizten Flügel sind ein weiteres Merkmal der Erkennung im Schild.
Dem Vogel wird häufig ein Halsband mit einem Ring um den Hals gelegt. Auch dieser Zusatz wird abweichend gefärbt. Auf einem stilistischen Zweig als Sitzstange sitzend, streckt der Wappenpapagei einen Fuß nach vorn und hält mit diesem einen Gegenstand – häufig eine Kugel. Er kann auch gekrönt sein. In Wappenbeschreibungen wird er auch als Sittich blasoniert. 
Im Wappen von São Tomé und Príncipe dient ein Papagei als Schildhalter, in den Wappen Dominicas und St. Lucias deren zwei. Er ist auch auf der Flagge Dominicas abgebildet.

## Beispiele

Elmpt
Geilenkirchen
Zwönitz
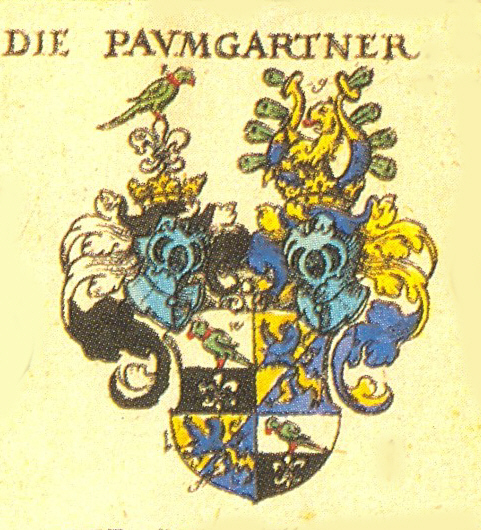
Siebmachers Wappenbuch von 1605: Wappen der Familie Paumgartner, Nürnberg